# 三角岛
三角岛，也称三角洲岛、长琴岛，是珠海市香洲區桂山鎮管辖的一座海岛。岛长1560米，最宽750米，最窄150米，高112米，面积0.62km2。位于珠江口外。属于万山群岛。北距青洲岛2.5km，东距桂山岛10km，南距大头洲4.5km，西北距澳门16km。

2011年4月12日中国公布第一批176个开发利用无居民海岛名录，三角山岛在列。
2017年3月16日三角岛旅游开发使用权挂牌转让签字仪式在珠海举行。称为全国通过挂牌转让使用权的首个无居民海岛、全国首个采取“公益+旅游”开发模式的海岛旅游项目、全国首批以市场化方式转让无居民海岛使用权的示范项目。珠海九控蓝色海洋旅游发展有限公司拿下全国首张无居民海岛不动产权证。
2022年1月1日，三角岛被命名为长琴岛，创意取自山海经中的神话人物太子长琴，同时又谐音“长情”，还与西侧的横琴岛呼应。